# Вейн (Оклахома)
Вейн (англ. Wayne) — місто (англ. town) в США, в окрузі Макклейн штату Оклахома. Населення — 625 осіб (2020).

## Географія
Вейн розташований за координатами 34°55′2″ пн. ш. 97°19′0″ зх. д. / 34.91722° пн. ш. 97.31667° зх. д. (34.917106, -97.316573).  За даними Бюро перепису населення США в 2010 році місто мало площу 0,89 км², уся площа — суходіл.

## Демографія
Згідно з переписом 2010 року, у місті мешкало 688 осіб у 270 домогосподарствах у складі 180 родин. Густота населення становила 770 осіб/км².  Було 309 помешкань (346/км²).
Расовий склад населення:
| - 78,6 % — білих - 8,9 % — корінних американців - 2,0 % — азіатів - 2,5 % — осіб інших рас |

До двох чи більше рас належало 8,0 %. Частка іспаномовних становила 4,9 % від усіх жителів.
За віковим діапазоном населення розподілялося таким чином: 28,6 % — особи молодші 18 років, 59,5 % — особи у віці 18—64 років, 11,9 % — особи у віці 65 років та старші. Медіана віку мешканця становила 35,0 року. На 100 осіб жіночої статі у місті припадало 91,6 чоловіків;  на 100 жінок у віці від 18 років та старших — 82,5 чоловіків також старших 18 років.
Середній дохід на одне домашнє господарство  становив 44 526 доларів США (медіана — 39 844), а середній дохід на одну сім'ю — 50 832 долари (медіана — 47 250). За межею бідності перебувало 17,3 % осіб, у тому числі 16,5 % дітей у віці до 18 років та 4,2 % осіб у віці 65 років та старших.
Цивільне працевлаштоване населення становило 258 осіб. Основні галузі зайнятості: освіта, охорона здоров'я та соціальна допомога — 22,5 %, будівництво — 12,0 %, роздрібна торгівля — 11,2 %.